# Pistki (Spręcowo)
Pistki (dawniej Pistkiejmy, niem. Piestkeim) – nieoficjalny przysiółek wsi Spręcowo w Polsce położona w województwie warmińsko-mazurskim, w powiecie olsztyńskimim, w gminie Dywity.
Wieś położona nad jeziorem Pistki (połączone kanałem z jeziorem Mosąg), około 2 km na zachód od Spręcowa, niedaleko Brąswałdu.

## Historia
Wieś lokowana 4 lutego 1384 r. na 14 łanach leśnych nad jeziorem Schutelyng (obecnie jez. Pistki), na prawie chemińskim. Osadnik i założyciel wsi nazywał się Nassudre (według innych źródeł Massuchen) i był Prusem. Zasadźca otrzymał dwie włóki wolne (z prawem dziedziczenia). Pierwotnie była to osada (wieś pruska), w dokumentach zapisywana była jako Pysekaym (1384), Pyzekaym (1404, a w wiekach XVI-XVIII jako Piseekeim i Piskaim (zachował się pruski rdzeń kaym, oznaczający dwór jako jednostkę osadniczą, co wskazywałoby, że wieś powstała na wcześniejszej jednostce osadniczej).
W roku 1545 kapituła warmińska przekazała Pistki Stanisławowi Worańskiemu. Natomiast w roku 1680 Piski znajdowały się we władaniu Jerzego Szyprowskiego (rajca z Dobrego Miasta). Później w dokumentach Pistki określane były jako wieś szlachecka i znajdowała się w posiadaniu rodziny Neydakowskich a później Radzimińskich.